# Капска област
Капска област, Капско флористичко царство или Капенсис (лат. Capensis) једно је од шест флористичких царстава које су дефинисали ботаничари попут Роналда Гуда и Армена Тахтаџана.

## Географски положај и карактеристике
Капска област налази се на крајњем југу Африке у области са супторпском медитеранском климом, у широј околини Рта добре наде. Административно, заузима делове Западне и Источне капске провинције у Јужноафричкој републици. Површина Капског флористичког царства је око 95.500 km², док су обухваћене надморске висине од нивоа мора до 2325 m (планински врх Клајн Свардберг). Годишња количина падавина у Капској области, између 250 и 2000 mm воденог талога, неравномерно је распоређена међу екорегионима. Геолошку подлогу већим делом чине неутрални до кисели кварцни аренити.

## Флористичке и вегетацијске карактеристике
Иако површином најмање флористичко царство, Капенсис поседује изражен биодиверзитет биљака. Флора овог царства броји преко 9000 врста, са високим учешћем ендемичних врста (око 70%). Флора Капске области има заједничких елемената са флорама Аустралијског и Антарктичког флористичког царства, што указује на њихово заједничко (гондванско) порекло током геолошких периода јуре и креде.
Карактеристичне ендемичне фамилије су Bruniaceae, Geissolomataceae, Greyiaceae, Grubbiaceae, Penaeaceae, Retziaceae и Roridulaceae. За преко 280 родова копнених биљака Капска област је центар диверзитета. Од њих, 210 родова је ендемично за ову област. Најкарактеристичнији су родови врес (Erica), пеларгонија (Pelargonium), живо камење (Lithops, Mesembryanthemum) и врсте попут сребрног дрвета (Leucadendron argenteum).
Највеће површине у Капској области заузима средоземна вегетација финбоса. Финбос граде биљке из фамилије вресова (Ericaceae), услед чега он изгледом подсећа на вриштине, али и биљке из фамилија Proteaceae и Restionaceae. Proteaceae су нарочито прилагођене честим летњим пожарима (пирофите). Карактеристичне жбунасте заједнице у Капској области називају се страндвелд (на пешчаним обалама), реностервелд (жбунови главочика са доста трава и геофита) и олбанске шикаре. Понегде су присутни и остаци афромонтаних шума (планинских шума Африке).

## Фитогеографска и еколошка подела царства
Фитогеографски посматрано, Капско флористичко царство обухвата само један флористички регион (Капски флористички регион), који обухвата само једну флористичку провинцију (Капску флористичку провинцију или Капску област).
Стручњаци WWF-а су Капску област поделили у три екорегиона:
1. AT1201 — олбанске шикаре[4]
2. AT1202 — низијски финбос и реностернвелд[2]
3. AT1203 — планински финбос и реностернвелд[3]